# Делль’Утри, Марчелло
Марчелло Делль’Утри (итал. Marcello Dell'Utri; 11 сентября 1941, Палермо) — итальянский предприниматель и политик, бывший депутат Европарламента и сенатор Италии, осуждённый за связи с мафией.

## Биография

### Предпринимательская и политическая карьера
Родился 11 сентября 1941 года в Палермо. В 1961 году поступил в Миланский университет, познакомился с Сильвио Берлускони, в 1964 году стал его личным секретарём, тренировал футбольный клуб в маленьком городке Торрескалла, спонсируемый Берлускони. В 1965 году уехал в Рим, где возглавил спортивный центр организации Opus dei, в 1967 году переехал в Палермо и стал спортивным директором Athletic Club Bacigalupo, в этот же период познакомился с мафиози Витторио Мангано и Гаэтано Чина (Gaetano Cinà). В 1970 году Делль’Утри начал работать в сберегательной кассе (Cassa di Risparmio) сицилийской провинции Катания, в 1971 году возглавил филиал кассы в Бельмонте-Медзаньо, 14 мая 1973 года вошёл в правление агентства сельскохозяйственного кредита Sicilcassa в Палермо. 5 марта 1974 года вернулся в Милан, где вновь стал секретарём Берлускони, а также взял на себя реконструкцию только что купленной виллы Сан-Мартино в Аркоре, 7 июля 1974 года принял для работы на вилле Витторио Мангано, представителя мафиозного клана Порта Нуова из Палермо (формально — управляющим и конюхом, на деле — телохранителем). В 1974 году Делль’Утри начал работать в компании Берлускони Edilnord, в 1977 перешёл к Филиппо Альберто Раписарда (Filippo Alberto Rapisarda) в фирму Inim. Позднее стал главным исполнительным директором (amministratore delegato) в Bresciano Costruzioni, а в 1982 году вошёл в руководство ещё одной компании Берлускони — Publitalia, где спустя некоторое время занял кресло главного исполнительного директора и президента, а в 1984 году получил должность главного исполнительного директора группы Fininvest.
Стал ближайшим сподвижником и личным другом Берлускони, одним из основателей партии Вперёд, Италия. В 1996 году избран по списку этой партии в Палату депутатов тринадцатого созыва, в 1999 году — в Европейский парламент.
В 2001 году избран в Сенат четырнадцатого созыва, оставался сенатором пятнадцатого и шестнадцатого созывов до 14 марта 2013 года (все три срока полномочий представлял в верхней палате парламента Ломбардию, с 2008 года состоял во фракции Народа свободы).

### Уголовное преследование
11 декабря 2004 года суд первой инстанции в Палермо приговорил Делль’Утри к девяти годам тюремного заключения по обвинению в наличии связей с мафией.
С 2010 года Делль’Утри находится под следствием по подозрению в членстве в масонской ложе Дениса Вердини P3, в 2012 году привлечён вместе с двенадцатью другими лицами в качестве подозреваемого к расследованию прокуратуры Палермо связей между государством и мафией в связи с серией террористических актов по статье об ответственности за насилие или угрозу политической системе государства. С 2012 года находился под следствием прокуратуры Палермо и позднее — прокуратуры Милана по подозрению в вымогательстве денежных средств у Берлускони в обмен на сохранение в тайне связей последнего с мафией. 8 марта 2012 года, за день до вынесения приговора кассационного суда, отменившего обвинительный приговор апелляционного суда, который признал Делль’Утри виновным в наличии связей с мафией, Берлускони перевёл 15 млн евро на счета, приписываемые Делль’Утри и его жене Миранде Ратти (официально — в уплату за виллу на берегу озера Комо по контракту, подписанному днём ранее).
После возвращения в 2012 году кассационным судом Палермо дела против Делль’Утри в суд низшей инстанции, 25 марта 2013 года апелляционный суд Палермо подтвердил приговор суда первой инстанции и признал Делль’Утри виновным в том, что с 1974 по 1992 год он являлся гарантом соглашения между мафией и Сильвио Берлускони и посредником между ними. 12 апреля 2014 года бывший сенатор был арестован в Бейруте, где находился на лечении, а 9 мая 2014 года кассационный суд Палермо подтвердил обвинительный приговор и установил срок тюремного заключения в семь лет.
13 июня 2014 года депортирован в Италию и в машине скорой медицинской помощи доставлен в тюрьму Пармы.
28 ноября 2016 года миланская судья Мария Карла Сакко приговорила Делль’Утри к четырём годам заключения за налоговые нарушения. Согласно приговору, при совершении сделок между Publitalia 80 и RTI с одной стороны и Mediaset с другой стороны, а также между Sipra и RAI, он укрыл от налогообложения в период с 2005 по 2012 год 43 миллиона евро и вывел их за пределы Италии, где они осели на счетах Джузеппе Дональдо Никозии (Giuseppe Donaldo Nicosia), укрывающегося от правосудия.

## Использование образа в массовой культуре
В итальянском телесериале 2015 года «1992» о событиях начального этапа операции «Чистые руки» в роли Марчелло Делль’Утри снялся актёр Фабрицио Контри.